# Hiantopora pleuroaviculata
Hiantopora pleuroaviculata is een mosdiertjessoort uit de familie van de Hiantoporidae. De wetenschappelijke naam van de soort is voor het eerst geldig gepubliceerd in 1991 door Liu.